# Louis Edward Keenan junior

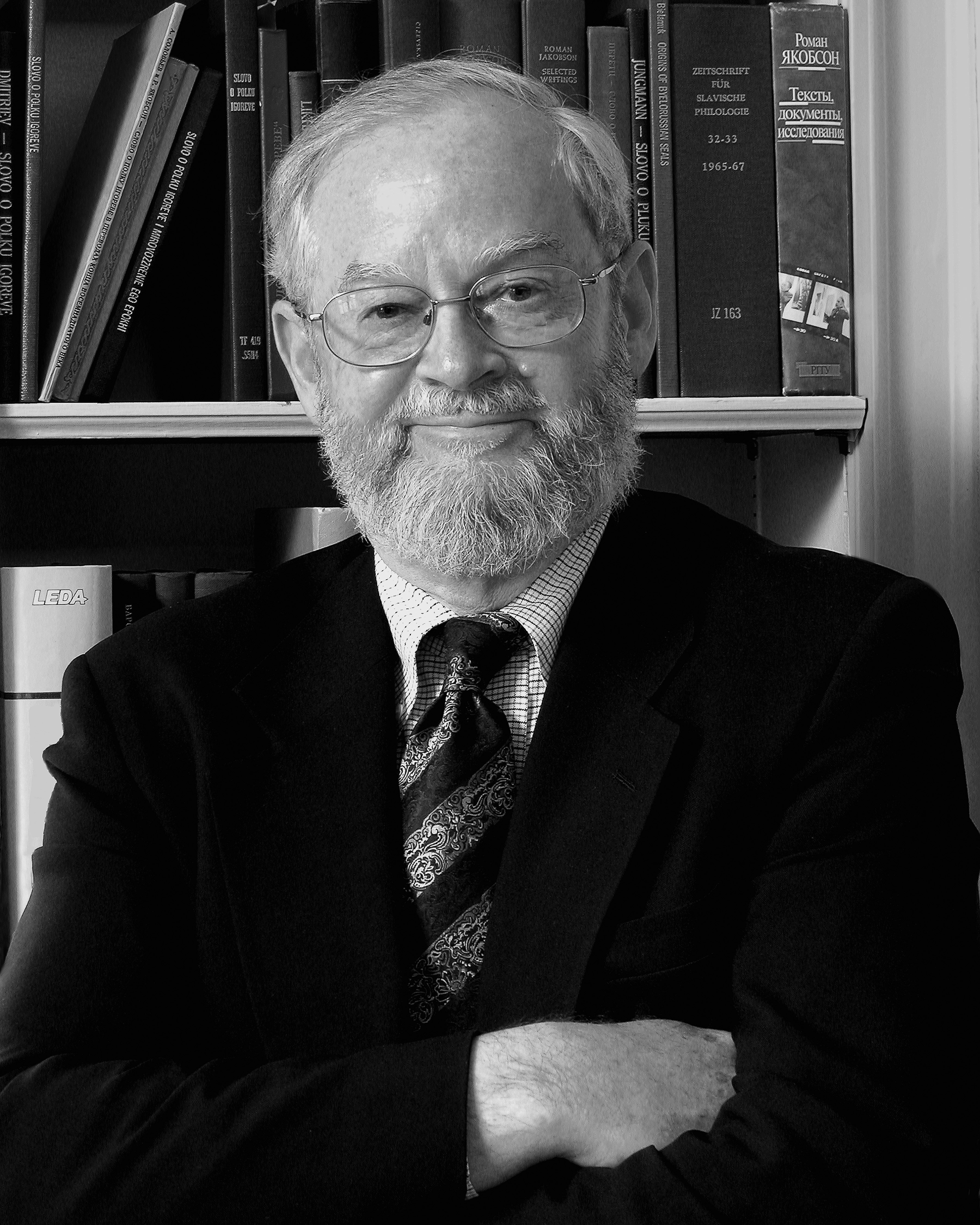
Louis Edward Keenan junior

Louis Edward „Ned“ Keenan, Jr. (* 13. Mai 1935 bei Buffalo, New York (Bundesstaat), Vereinigte Staaten; † 6. März 2015 in Deer Isle, Maine, Vereinigte Staaten) war Professor für Geschichte an der Harvard University. Er spezialisierte sich auf die mittelalterliche russische Geschichte. Innerhalb seines Fachs wurde er prominent durch Studien, bei denen er die Echtheit der großen Ressourcen in der ostslawischen Geschichte zu analysieren versuchte und schließlich widerlegte.
Keenan kam in einem kleinen Dorf im Westen des Staates New York nahe Buffalo zur Welt und absolvierte 1953 in Orchard Park die High School. Keenan studierte unter anderem an der Harvard University bei Omeljan Pritsak. Er starb 79-jährig in seinem Haus in Deer Isle.
Keenan galt als einer der weltweit führenden Experten in der mittelalterlichen Geschichte Russlands.